# Juan Ingallinella
Juan Ingallinella (Rosario, 10 de octubre de 1912-Rosario, 18 de junio de 1955) fue un médico y político argentino, militante en el Partido Comunista que fue detenido por la policía el 17 de junio de 1955 y murió al ser torturado sin que nunca apareciera su cuerpo, en un hecho que tuvo vasta repercusión conocido como el «caso Ingallinella». A raíz de la investigación realizada se condenó a quienes fueron autores materiales del hecho, pero el cuerpo nunca fue hallado, por lo que se lo considera uno de los primeros desaparecidos de la historia argentina,
después del albañil anarquista Joaquín Penina (1901-1930), «desaparecido» por la policía de Rosario, y de los tres militantes anarquistas Miguel Arcángel Roscigna (1891-1937), Andrés Vázquez Paredes y Fernando Malvicini, «desaparecidos» el 31 de diciembre de 1936.

## Biografía
Juan Ingallinella era hijo de inmigrantes sicilianos. Estudió medicina y tenía su consultorio en la misma casa donde vivía, en la calle Saavedra 667, del barrio La Tablada, en la ciudad de Rosario (provincia de Santa Fe). Se casó con Rosa Trumper (n. 1914), que era maestra, con quien tuvo una hija, Ana María.

## Actividad profesional y política
Militó en el movimiento estudiantil reformista mientras estudiaba la carrera de Medicina en Rosario, que comenzó en 1931. Se acercó al grupo universitario Insurrexit orientado por Héctor P. Agosti y se afilió luego a la Federación Juvenil Comunista. En 1941 participó en el Congreso de la Juventud Argentina que se reunió en Córdoba en el marco de la política de los frentes antibélicos y antifascistas.
Hay testimonios recogidos en la prensa de Rosario que cuentan que a los pacientes sin recursos los atendía gratuitamente y les suministraba muestras de medicamentos gratis cuando no tenían dinero para comprarlas. Incluso les regalaba ropa y zapatillas. También atendía ad honórem en el Hospital de Niños «Víctor J. Vilela».
Ingallinella era un militante comunista, en cuyo consultorio tenía un cuadro con la foto de Lenin. A principios de 1944, la policía rosarina detuvo y torturó a tres comunistas. Entonces Ingallinella ―que manejaba una pequeña imprenta clandestina―, denunció el hecho en un volante y señaló como responsables a los oficiales Félix Monzón (jefe de la sección Orden Social y Político), Santos Barrera (subjefe de la misma sección) y Francisco E. Lozón (jefe de la sección Leyes Especiales).
Si bien posteriormente el Partido Comunista fue reconocido como organización legal y participaba en las elecciones, sus militantes eran objeto de persecución policial. Fue así que Ingallinella acumuló 20 procesos por desacato y resistencia a la autoridad y estuvo detenido varias veces en la Jefatura de Policía en Rosario, permaneciendo en una oportunidad en esa situación entre abril de 1944 y mediados de 1945.
Participó como delegado en el XI Congreso del Partido Comunista realizado en agosto de 1946 en Buenos Aires. En 1953 viajó a Viena al Primer Congreso Mundial de Médicos para el Estudio de las Condiciones de Vida de los Pueblos. A continuación viajó a la Unión Soviética, invitado por el Ministerio de Salud Pública y la Academia de Ciencias Médicas de la Unión Soviética (en Moscú). De regreso en Argentina fue candidato a diputado nacional en la elección del 25 de abril de 1954.

## Desaparición

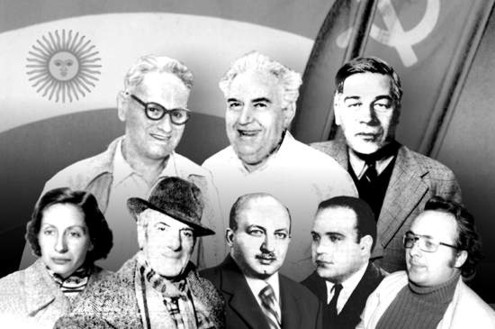
Fundadores y dirigentes históricos del comunismo argentino.
Arriba (de izquierda a derecha):
Rodolfo Ghioldi,
Victorio Codovilla y
Luis Emilio Recabarren.
Abajo:
Alcira de la Peña,
Benito Marianetti,
Juan Ingalinella,
Jorge Calvo y
Alberto Cafaratti.

El 16 de junio de 1955 se produjo en la Argentina una rebelión militar con la finalidad de derrocar al presidente constitucional Juan Domingo Perón. Sin aviso previo alguno, aviones de la Marina bombardearon la Plaza de Mayo y otros sectores de la ciudad de Buenos Aires, y ametrallaron a la población civil en una acción sin precedentes en la Historia argentina, ocasionando unos 400 muertos y más de 2000 heridos.
El comité Zona Sur del partido comunista redactó e hizo circular de inmediato un volante de condena a lo ocurrido mientras Inga ―como lo llamaban sus camaradas―, llegaba de una localidad cercana adonde había ido por tareas partidarias, ya que en esa fecha era apoderado del Partido Comunista en Rosario.
El mismo día 16 de junio la policía rosarina comenzó a detener dirigentes opositores y al día siguiente una comisión policial concurrió al domicilio de Ingallinella (quien había desechado la oportunidad de ocultarse) y lo condujo a la División Investigaciones de la Jefatura de Policía junto con unas sesenta personas entre las cuales estaban los abogados Guillermo Kehoe y Alberto Jaime.
Los detenidos fueron retornando a sus hogares pero no Ingallinella. Ante las gestiones de su esposa y la presentación del habeas corpus de sus camaradas Kehoe y Jaime, la Policía aseguró que había salido por sus propios medios de la jefatura.

## Movilizaciones
De inmediato hubo movilizaciones de profesionales y estudiantes, y se formó una comisión universitaria para presionar por la investigación. Casi un mes después, el 13 de julio de 1955, los trabajadores judiciales hicieron una huelga, y el 2 de agosto la Confederación Médica de la República Argentina dispuso un paro nacional de actividades.
El 20 de julio de 1955 el interventor federal de la provincia, Ricardo Anzorena ―que hasta entonces había negado la veracidad de la denuncia― ordenó la detención del jefe y del subjefe de investigaciones y de otros policías, así como el reemplazo del jefe de policía de Rosario, Emilio Vicente Gazcón, por Eduardo Legarreta. Inmediatamente exoneró (destituyó) a los policías involucrados.
El 27 de julio de 1955, el ministro de gobierno de Santa Fe dio un comunicado oficial:

[Ingallinella] habría fallecido a consecuencia de un síncope cardíaco durante el interrogatorio en que era violentado por empleados de la sección Orden Social y Leyes Especiales.

## Investigación judicial
La legislación entonces vigente había establecido el «fuero policial», esto es que el personal de esa fuerza no era juzgado penalmente por la justicia común sino por un tribunal especial ―el Consejo de Justicia Policial―, el cual inicialmente trató de tomar el caso. Como el juez de instrucción Carlos Rovere también sostuvo la competencia, la Corte Suprema de Justicia de la provincia debió resolver el conflicto: el 3 de agosto de 1955 dio competencia al juez, argumentando que los policías habían perdido su estatus policial por haber sido exonerados.
Con la investigación judicial se puso al descubierto la maniobra de encubrimiento que se había realizado, tal como la desaparición de numerosas fojas del libro donde se asentaban los ingresos y egresos de detenidos. Lo sucedido con Ingallinella se pudo reconstruir mediante el testimonio de otros detenidos, de lo que surgió que Francisco E. Lozón (el jefe de la sección Leyes Especiales) quería ubicar el mimeógrafo donde se habían impreso los volantes, para lo cual hizo torturar a varios detenidos ―incluyendo a Ingallinella― con la picana eléctrica.
Tiempo después, uno de los acusados, el oficial Rogelio Luis Delfín Tixie, rompió el pacto de silencio y contó que Ingallinella había fallecido durante la tortura y que su cadáver había sido enterrado cerca de la estación de trenes de la localidad de Ibarlucea (a unos 17 km al noroeste de Rosario) y luego trasladado a otro punto, en un vehículo de la División Investigaciones.
La Justicia comprobó que ―para borrar las huellas del traslado― se habían arrancado las 41 primeras fojas del libro de guardia del 19 de junio de 1955 del puesto de la policía caminera de la localidad de Pérez (a unos 10 km al sureste de Rosario). No obstante, se constató que el vehículo utilizado había regresado a Rosario a las 21:00 h de aquel día. Al hacerse excavaciones en la zona indicada por el oficial Rogelio Luis Delfín Tixie, se halló una tela que habría correspondido al sobretodo del médico. Sin embargo, nunca se supo adónde fueron llevados los restos de Ingallinella.
El oficial Rogelio Luis Delfín Tixie también involucró al exjefe de policía Emilio Vicente Gazcón, quien ―según dijo― había encomendado los procedimientos personalmente a Francisco E. Lozón (jefe de la sección Leyes Especiales), y le había ordenado que aplicara torturas.

## Sentencia
El 30 de mayo de 1961, el juez Juan Antonio Vitullo declaró que el hecho de no haberse encontrado el cadáver no era óbice para que con la abundante prueba rendida se tuviera por acreditada la existencia del homicidio. La defensa de los acusados había planteado que no podían suponer que la picana eléctrica fuera normalmente peligrosa dado que ninguna de las otras víctimas había sufrido consecuencias graves, por lo que la muerte debía atribuirse a una condición anormal predisponente del doctor Ingallinella. En esta manera excluían el homicidio doloso y planteaban la hipótesis del homicidio culposo.
El juez rechazó la hipótesis, afirmó que la muerte de Ingallinella pudo no haber sido planeada, pero estaba dentro de las posibilidades por el método de tortura y calificó el hecho de homicidio agravado.
Francisco E. Lozón (jefe de la sección Leyes Especiales),
Félix Monzón (jefe de la sección Orden Social y Político),
Rogelio Luis Delfín Tixie y
Santos Barrera (subjefe de la sección Orden Social y Político),
fueron condenados a prisión perpetua,
Fernando Luis Serrano a dos años de prisión y
Emilio Vicente Gazcón (exjefe de policía) al pago de una multa y la inhabilitación por un año.

## Apelación
La defensa apeló y el 19 de diciembre de 1963 la sala II de la Cámara del Crimen de Rosario modificó la calificación de homicidio agravado a la de homicidio simple.
Francisco E. Lozón fue condenado a 20 años de prisión como «promotor, autor material y responsable principal» de homicidio simple, privación ilegal de la libertad y apremios ilegales.
Félix Monzón,
Rogelio Luis Delfín Tixie,
Fortunato Domingo Desimone,
Arturo Lleonart y
Santos Barrera a 15 años de prisión;
Ricardo Rey y
Héctor Andrés Godoy a 6 años, por encubrimiento, privación ilegal de la libertad y apremios ilegales;
Francisco Rogelio Espíndola y
Fernando Luis Serrano a dos años, por encubrimiento;
Gilbert Silvestre Bermúdez (exjefe de Investigaciones) y
Emilio Vicente Gazcón (exjefe de policía) fueron multados por violación de los deberes de funcionario público.
Por otra parte, la misma sentencia declaró que a esos crímenes no se aplicaba la amnistía para delitos políticos que había aprobado la ley 14.436 porque ella excluía de sus beneficios «los delitos atroces cometidos de manera inhumana, carente de relación atendible con el móvil político o gremial alegados».

## Repercusión política
Después de los hechos del 16 de junio de 1955 el gobierno se había lanzado a una campaña de pacificación y tratado de tender puentes con la oposición. Dentro de ese marco se autorizó para que algunos dirigentes opositores pronunciaran discursos por radio, comenzando el 27 de julio por el líder radical Arturo Frondizi. El caso Ingallinella incidió negativamente en ese proceso. Dice el historiador Félix Luna al respecto:

Este escándalo, ocurrido casi por casualidad, hería de muerte los intentos de pacificar los espíritus. Ni el gobierno nacional ni el de Santa Fe habían tenido responsabilidad directa en el criminal proceder de la policía rosarina. Pero era como si las obreras telefónicas de 1948, el dirigente azucarero Aguirre, el estudiante Bravo, los estudiantes de FUBA y los obreros ferroviarios de 1951, los conspiradores de Suárez de 1952, los terroristas de 1953, los centenares de argentinos que habían pasado por la ordalía de la picana eléctrica durante el gobierno de Perón sin que se castigara a sus torturadores, se corporizaran ahora en el cadáver de Ingallinella. Ninguna responsabilidad directa, es cierto; pero el régimen había permitido que se usara habitualmente la tortura, había protegido a sus operadores, había desestimado sistemáticamente las investigaciones que reclamaba la oposición. El azar de un corazón débil revelaba ahora, de manera dramática e irreprimible, la esencia represiva del sistema justicialista: al fin de cuentas la policía rosarina había jugado con Ingallinella del mismo modo como muchos policías de todo el país jugaban desde años atrás con los presos políticos.
Félix Luna

Por su parte Rodolfo Walsh escribió:

No soy peronista, no lo he sido ni tengo intención de serlo. [...] Puedo, sin remordimiento, repetir que he sido partidario del estallido de septiembre de 1955. No solo por apremiantes motivos de afecto familiar ―que los había―, sino que abrigué la certeza de que acababa de derrocarse un sistema que burlaba las libertades civiles, que fomentaba la obsecuencia por un lado y los desbordes por el otro. Y no tengo corta memoria: lo que entonces pensé, equivocado o no, sigo pensándolo. […] Lo que no comprendo bien es que se pretenda obligarnos a optar entre la barbarie peronista y la barbarie revolucionaria, entre los asesinos de Juan Ingallinella y los asesinos de Satanowsky.
Rodolfo Walsh

No hay elementos de juicio para suponer que el caso Ingallinella fuera decisivo por sí solo para marcar el rumbo posterior de los hechos que culminaría con el alzamiento militar del 16 de septiembre de 1955 ―la autodenominada Revolución Libertadora que derrocó a Perón―, pero ciertamente fue utilizado por la oposición como argumento crítico de un gobierno cuya estabilidad tambaleaba por muchas y complejas razones.

## Homenajes
Raúl González Tuñón le dedicó el poema Ingallinella. 
Alfredo Varela le dedicó el poema Sangre santa.
Juan Ingallinella apareció como uno de los rosarinos destacados por el diario La Capital en un libro especial editado por su 140.º aniversario.
En el año 2000, el Concejo Deliberante de la ciudad de Rosario dispuso por ordenanza n.º 7121 (aprobada el 9 de noviembre de 2000) que se diera el nombre de Dr. Juan Ingallinella a la plaza ubicada entre las calles Virasoro, Alem, Rueda y Primero de Mayo de esa ciudad.
El 24 de junio de 2010, el mismo concejo lo declaró «ciudadano ilustre posmórtem», en reconocimiento a su trayectoria militante, a su lucha por la justicia, la solidaridad y la igualdad de los hombres.